# Lipowski Groń
Lipowski Groń (743 m n.p.m.) – wybitna, chociaż niewysoka, dwuwierzchołkowa góra, kończąca na północy Pasmo Równicy w Beskidzie Śląskim.
Lipowski Groń jest zwornikiem. Na północny wschód odgałęzia się od niego grzbiet ze szczytem Żarnowiec (na mapie Compassu opisany jako Żar), na południowy zachód grzbiet opadający do Zawodzia Dolnego w Ustroniu. Stoki południowe opadają do doliny potoku Gościeradowiec, południowo-wschodnie do doliny potoku Żarnowiec, zachodnie stromo do doliny Wisły (Pogórze Cieszyńskie) i wcina się w nie potok Głębiec. Jest prawie całkowicie porośnięty lasem. Nazwa szczytu jest związana z położonym u jej stóp Lipowcem. W całości znajduje się w granicach Ustronia.
U zachodnich podnóży Lipowskiego Gronia, na wysokości 449,5 m n.p.m., w dolince potoku Głębiec, znajduje się Źródło Karola.

## Szlak turystyczny
Przez Lipowski Groń biegną żółte znaki szlaku turystycznego ze Skoczowa do schroniska na Równicy.
 odcinek: Lipowiec – Żarnowiec – Lipowski Groń – schronisko PTTK na Równicy. Odległość 4,2 km, suma podejść 430 m, czas przejścia 1:45 godz., z powrotem 1:15 godz.

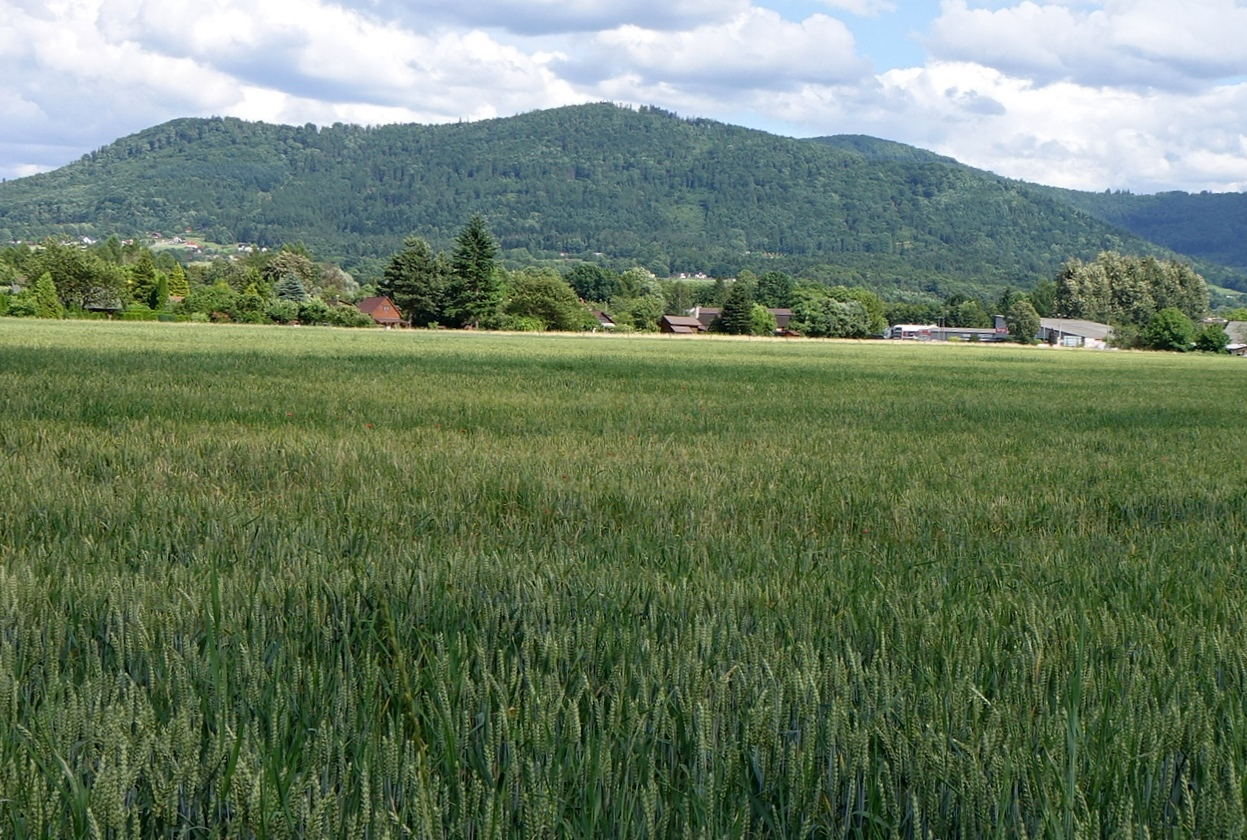
Widok od północy
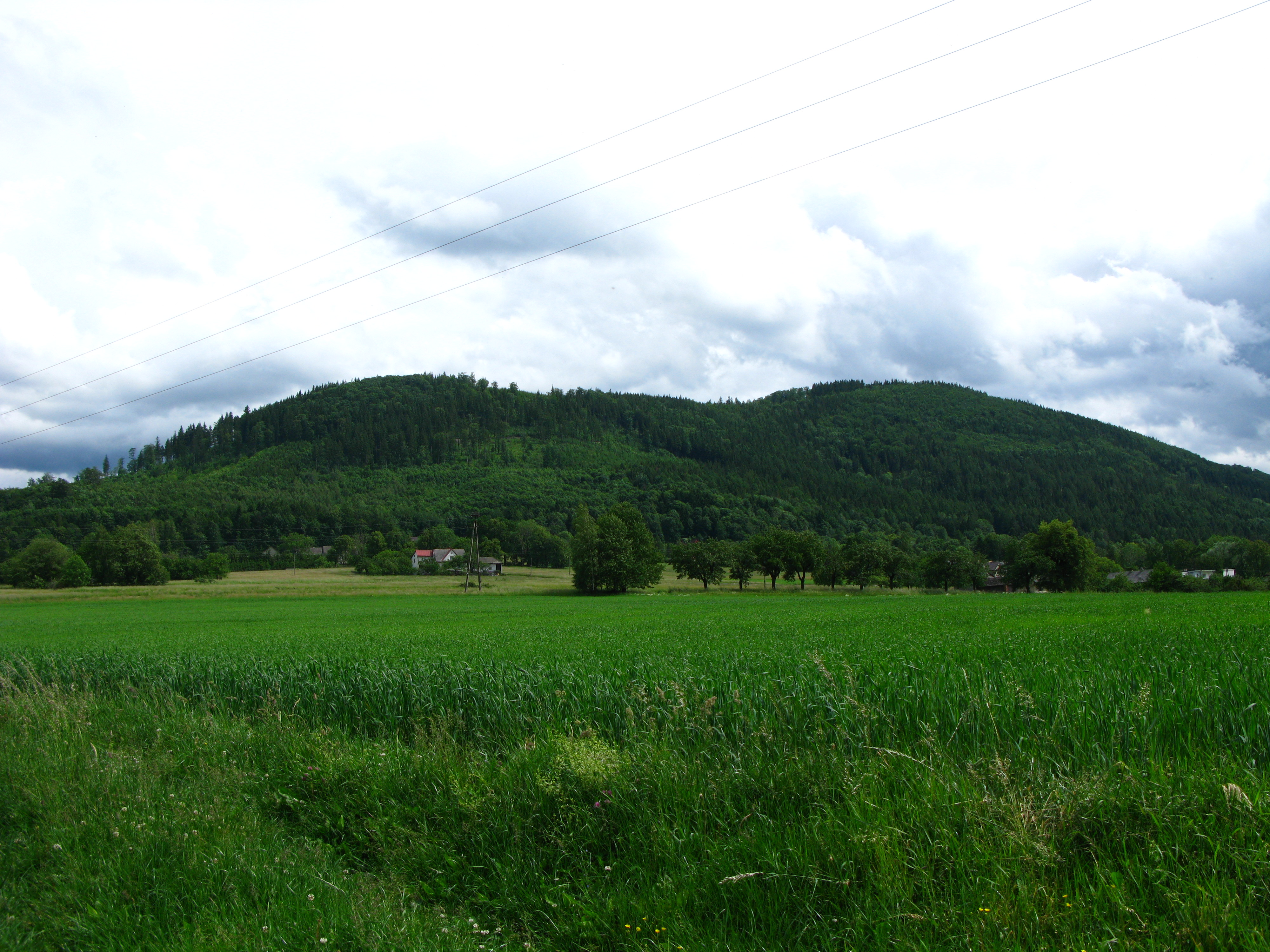
Widok od północy
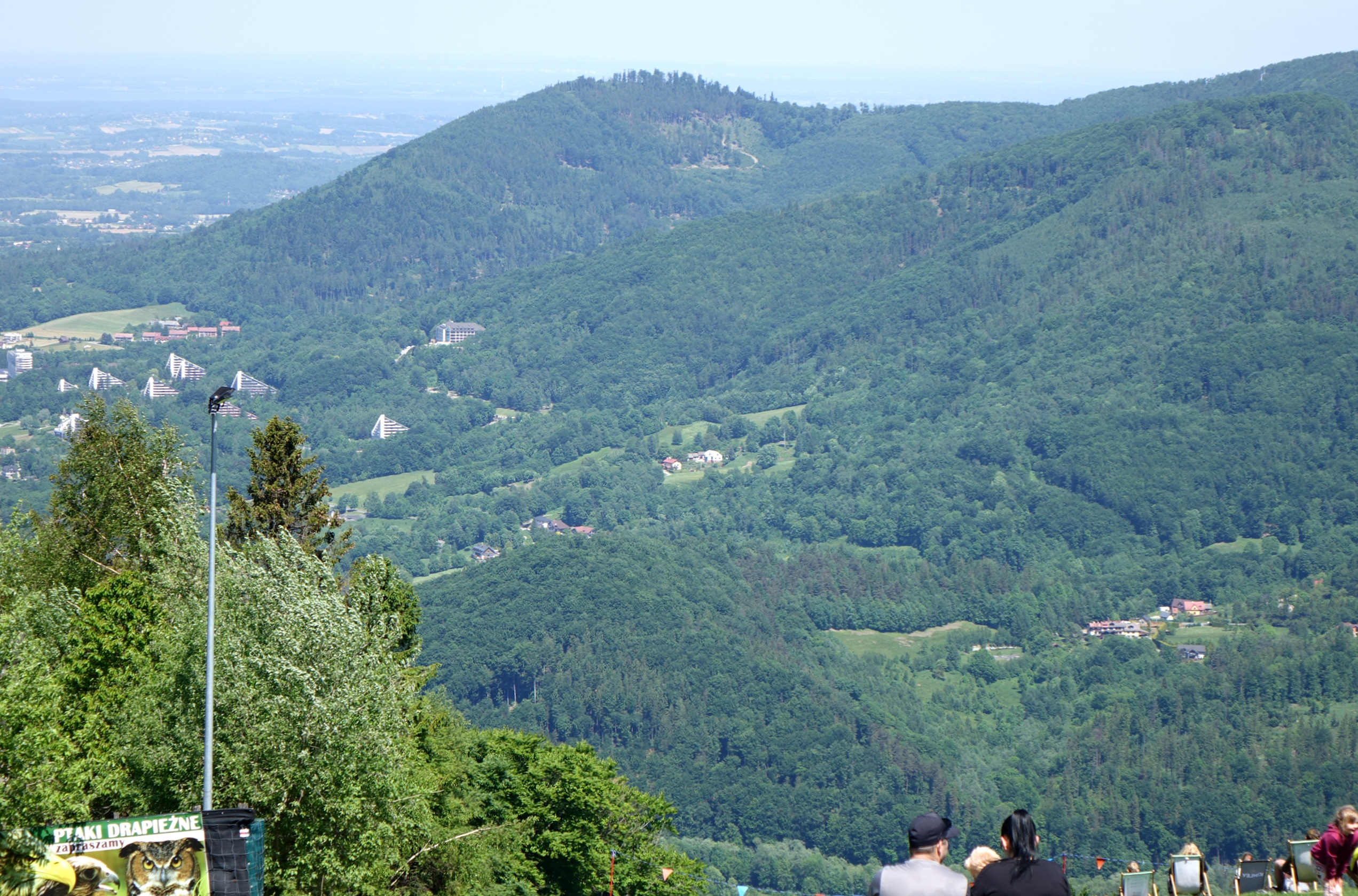
Widok z Czantorii